# Falco (film)
Falco (v rakouském originále Falco – Verdammt, wir leben noch!) je rakouský životopisný film z roku 2008. Režisérem filmu je Thomas Roth. Hlavní role ve filmu ztvárnili Manuel Rubey, Nicholas Ofczarek, Christian Tramitz, Sunnyi Melles a Heribert Sasse. Film pojednává o životě rakouské, předčasně zesnulé hudební hvězdě Falcovi.

## Obsazení
| Manuel Rubey         | Johann Hölzel/Falco |
| Nicholas Ofczarek    | Markus Spiegel      |
| Christian Tramitz    | Horst Bork          |
| Sunnyi Melles        | prostitutka         |
| Heribert Sasse       | doktor              |
| Patricia Aulitzky    | Jacky               |
| Christoph von Friedl | Thomas Rabitsch     |